# 吉岡美國
吉岡 美國（よしおか よしくに、1862年11月17日（文久2年9月26日） - 1948年（昭和23年）2月26日）は、日本の教育者。関西学院神学部教授、同学院院長（第2代、1890年9月〜1916年）などを歴任した。

## 略歴
1862年9月26日、京都に生まれる。1880年3月、京都府中学校を卒業し、引き続き、同校の助教諭として5年間働いた。アメリカ海軍士官ボールドウィンの紹介により、神戸居留地にあった兵庫ニュース社に入社。邦字新聞の翻訳などに従事。神戸で、ランバス父子と出会い、1888年3月4日、山二番館の神戸中央講堂仮礼拝堂で、長谷基一、坂湛とともに受洗。アメリカ南メソヂスト監督教会日本宣教部の定住伝道師として神戸中央教会（現・神戸栄光教会）に任を受ける。病気のため、兵庫ニュース社を1年で退社。1889年、関西学院を創立するための原田の土地取得に際して、長谷、坂とともに土地所有者となった。関西学院の創立者W.R.ランバス、幹事中村平三郎らとともに大分で伝道活動を行っていた同年12月31日、S.H.ウエンライトを教師とする大分美以教会の除夜の説教で大分リバイバルを体験した。
1890年、神学部教授に就任、同年、アメリカ・テネシー州ナッシュビルのヴァンダービルト大学神学部に入学し、1892年卒業。同年9月に関西学院第2代院長に就任し、1916年まで務めた。1916年、名誉院長。1907年にはアメリカのエモリー・アンド・ヘンリ大学より名誉学位を授与された。